# Alfonso I Gonzaga
Alfonso I Gonzaga (Torino, 25 settembre 1529 – Novellara, 1º ottobre 1589) è stato un nobile italiano, conte di Novellara e Bagnolo dal 1540 al 1589.

## Biografia
Era figlio di Alessandro I Gonzaga, conte di Novellara e Bagnolo e di Costanza da Correggio.
Nel 1533 ottenne l'investitura della Contea di Novellara e Bagnolo, unitamente ai fratelli Francesco e Camillo.
Nel 1545 andò a Roma presso lo zio patriarca Giulio Cesare Gonzaga affinché gli facesse intraprendere la carriera ecclesiastica.
Nel conclave del 1550 in cui venne eletto Papa Giulio III venne nominato segretario, ma nello stesso anno morì il parente vescovo e Alfonso si diede alla bella vita, tornando a Novellara.
Il 17 novembre 1567 sposò Vittoria di Capua (1548-1627) figlia di Giovanni Tommaso di Capua marchese della Torre di Francolise (? – 1562) e di Faustina Colonna, figlia di Don Camillo Colonna duca di Zagarolo.
Alla morte del fratello Francesco nel 1577 la vita di Alfonso venne in continuazione minacciata dal nipote Claudio, figlio naturale di Francesco, che vantava diritti sulla contea.
Provvide a edificare la chiesa di Santo Stefano e a Bagnolo nel 1588 un convento per i frati di san Francesco di Paola, soppresso nel 1768.
Morì nel 1589 a Novellara.

## Discendenza

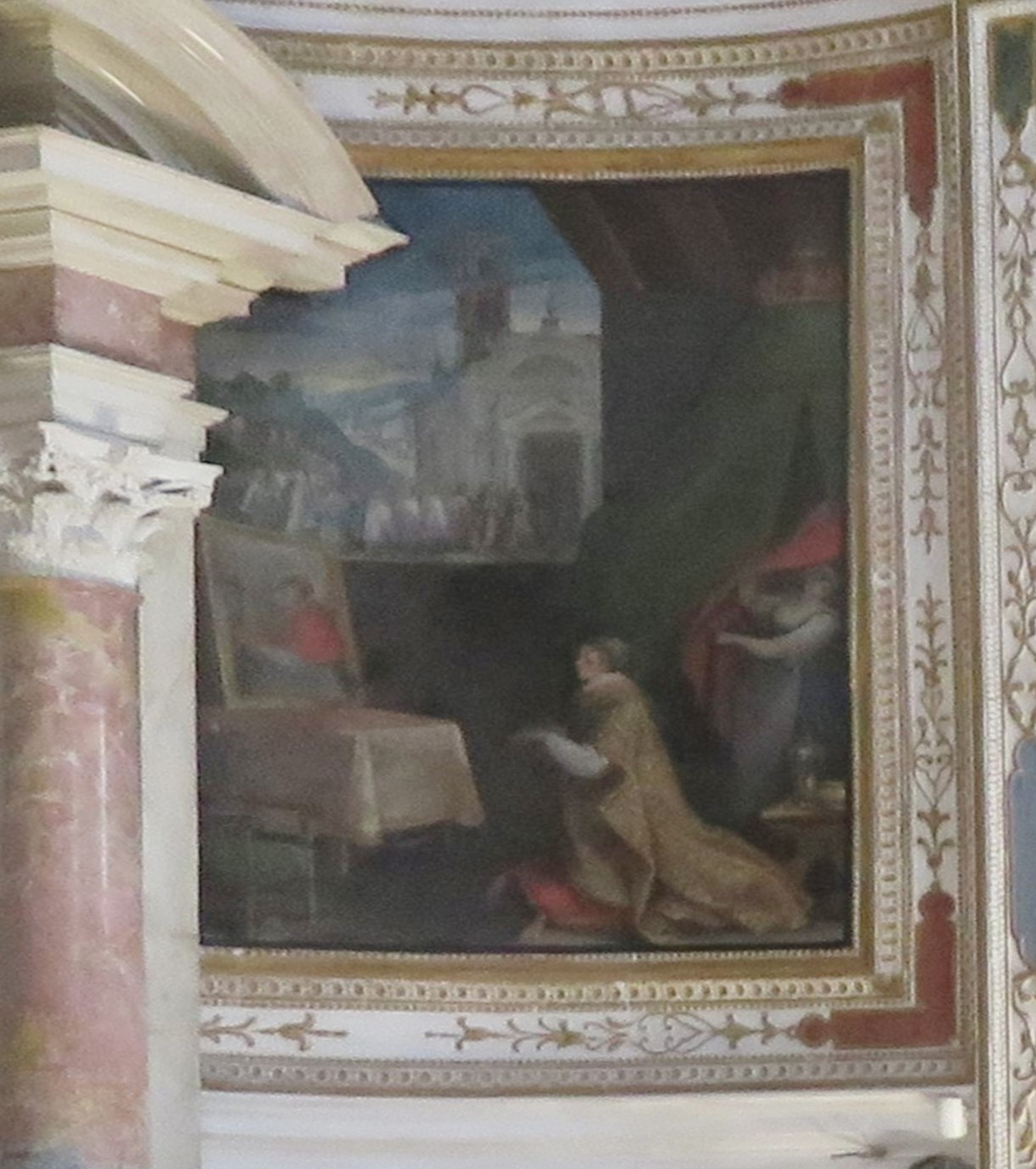
Riva del Garda, chiesa dell'Inviolata, Alfonsina Gonzaga di Novellara Madruzzo nell’affresco a destra nell’altare di San Carlo

Alfonso e Vittoria ebbero tredici figli:
- Alessandro (? – 1569), morto infante;
- Camillo, morì infante;
- Petronilla, morì infante;
- Costanza (1571-1651), sposò Asdrubale Mattei, marchese di Giove;
- Faustina (1572-?), monaca nel monastero di Santa Marta a Milano;
- Barbara (1573-1654), sposò Teofilo III Calcagnini (?-6 marzo 1613), marchese di Fusignano e barone di Alfonsine[4];
- Giulio Cesare (1574 – ?[5]);
- Vittoria (26 ottobre 1575[6]-?), sposò nel 1599 il marchese Alfonso Pallavicino di Polesine (21 ottobre 1568-testò l'11 novembre 1658)[7];
- Settimia, morì infante;
- Isabella (1578 – 1630), sposò in prime nozze Ferrante Gonzaga, marchese di Gazzuolo; sposò poi Vincenzo II Gonzaga, Duca di Mantova e del Monferrato;
- Alfonsina (1580 – 1650)[8], sposò nel 1602 in seconde nozze il barone Giannangelo Gaudenzio Madruzzo, signore di Pergine;
- Camillo (1581 – 1650), conte di Novellara e Bagnolo;
- Alfonso (1588 – 1649), militare ed ecclesiastico. Fu arcivescovo di Rodi.

Ebbe anche due figli naturali:
- Giulio Cesare, divenne frate cappuccino “fra’ Francesco”;
- Cornelia (1562 – 1612), sposò in prime nozze nel 1586 il marchese Giovan Tommaso Maffei della Mirandola (9 novembre 1550-1602)[9], poi il conte Camillo Seghizzi.

## Ascendenza
|                          |                         |                          | Genitori       |  |  | Nonni |  |  | Bisnonni            |  |  | Trisnonni       |  |
|                          |                         |                          |                |  |  |       |  |  | Francesco I Gonzaga |  |  | Giacomo Gonzaga |  |
|                          |                         |                          |                |  |  |       |  |  | Francesco I Gonzaga |  |  | Giacomo Gonzaga |  |
|                          |                         | Ippolita Pio             |                |  |  |       |  |  | Francesco I Gonzaga |  |  |                 |  |
| Giampietro Gonzaga       |                         |                          |                |  |  |       |  |  | Francesco I Gonzaga |  |  |                 |  |
|                          |                         | Costanza Strozzi         | …              |  |  |       |  |  |                     |  |  |                 |  |
|                          |                         | Costanza Strozzi         | …              |  |  |       |  |  |                     |  |  |                 |  |
|                          |                         | Costanza Strozzi         | …              |  |  |       |  |  |                     |  |  |                 |  |
| Alessandro I Gonzaga     |                         | Costanza Strozzi         |                |  |  |       |  |  |                     |  |  |                 |  |
|                          |                         | Marsiglio Torelli        | …              |  |  |       |  |  |                     |  |  |                 |  |
|                          |                         | Marsiglio Torelli        | …              |  |  |       |  |  |                     |  |  |                 |  |
|                          |                         | Marsiglio Torelli        | …              |  |  |       |  |  |                     |  |  |                 |  |
| Caterina Torelli         |                         | Marsiglio Torelli        |                |  |  |       |  |  |                     |  |  |                 |  |
|                          |                         | Taddea Pio di Savoia     | …              |  |  |       |  |  |                     |  |  |                 |  |
|                          |                         | Taddea Pio di Savoia     | …              |  |  |       |  |  |                     |  |  |                 |  |
|                          |                         | Taddea Pio di Savoia     | …              |  |  |       |  |  |                     |  |  |                 |  |
| Alfonso I Gonzaga        |                         | Taddea Pio di Savoia     |                |  |  |       |  |  |                     |  |  |                 |  |
|                          | Manfredo I da Correggio | Gherardo VI da Correggio |                |  |  |       |  |  |                     |  |  |                 |  |
|                          | Manfredo I da Correggio | Gherardo VI da Correggio |                |  |  |       |  |  |                     |  |  |                 |  |
|                          | Manfredo I da Correggio | …                        |                |  |  |       |  |  |                     |  |  |                 |  |
| Giberto VII da Correggio | Manfredo I da Correggio |                          |                |  |  |       |  |  |                     |  |  |                 |  |
|                          |                         | Agnese Pio di Savoia     | Marco I Pio    |  |  |       |  |  |                     |  |  |                 |  |
|                          |                         | Agnese Pio di Savoia     | Marco I Pio    |  |  |       |  |  |                     |  |  |                 |  |
|                          |                         | Agnese Pio di Savoia     | Taddea Roberti |  |  |       |  |  |                     |  |  |                 |  |
| Costanza da Correggio    |                         | Agnese Pio di Savoia     |                |  |  |       |  |  |                     |  |  |                 |  |
|                          |                         | Antonio Maria Pico       | …              |  |  |       |  |  |                     |  |  |                 |  |
|                          |                         | Antonio Maria Pico       | …              |  |  |       |  |  |                     |  |  |                 |  |
|                          |                         | Antonio Maria Pico       | …              |  |  |       |  |  |                     |  |  |                 |  |
| Violante Pico            |                         | Antonio Maria Pico       |                |  |  |       |  |  |                     |  |  |                 |  |
|                          |                         | Costanza Bentivoglio     | …              |  |  |       |  |  |                     |  |  |                 |  |
|                          |                         | Costanza Bentivoglio     | …              |  |  |       |  |  |                     |  |  |                 |  |
|                          |                         | Costanza Bentivoglio     | …              |  |  |       |  |  |                     |  |  |                 |  |
|                          |                         | Costanza Bentivoglio     |                |  |  |       |  |  |                     |  |  |                 |  |